# روميو فريتاس توريس
روميو فريتاس توريس (7 أغسطس 1986) لاعب كرة قدم برتغالي من دون عقد حاليا ويجيد اللعب في مركز المهاجم.

## روابط خارجية
- روميو فريتاس توريس على موقع قاعدة بيانات كرة القدم.إي يو (الإنجليزية)
- روميو فريتاس توريس على موقع Soccerway.com (الإنجليزية)